# Pangaimotu (Tongatapu)
Pangaimotu è un'isola dell'arcipelago di Tonga, situata nell'Oceano Pacifico, vicino alla capitale Nukuʻalofa, con una popolazione di 10 abitanti. Amministrativamente appartiene alla divisione Tongatapu nel distretto di Kolofo'ou. È raggiungibile in barca in circa 10 minuti da Nuku'alofa.
Nella divisione di Vava'u, esiste una isola omonima.
La barriera corallina di Pangaimotu è stata dichiarata riserva marina nazionale nel 1989.
Il clima è tropicale caldo, ma temperato dai venti che soffiano costantemente. Come le altre isole del gruppo Tongatapu, Pangaimotu è occasionalmente colpita da cicloni.

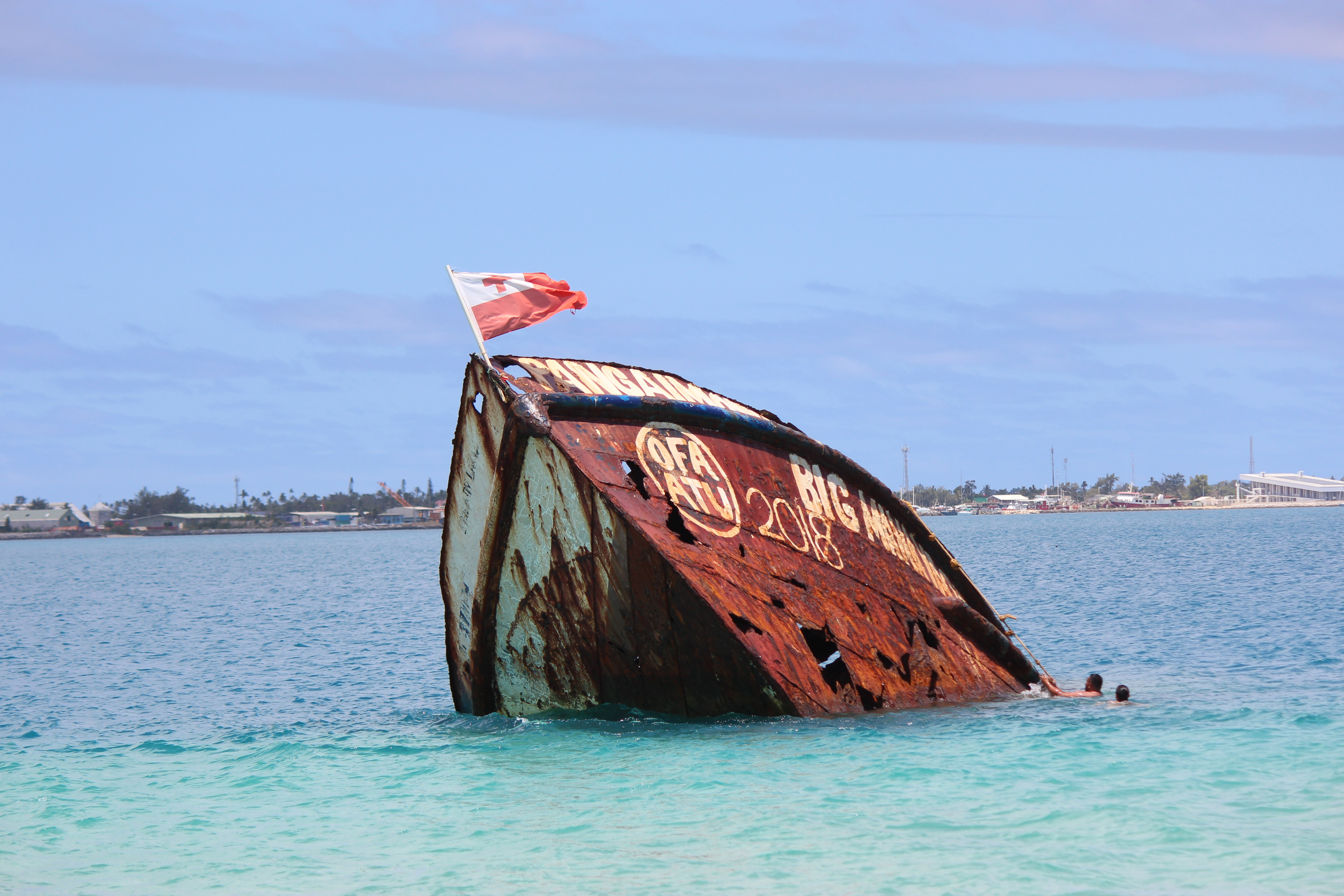
Resti di un'imbarcazione sull'isola Pangaimotu.
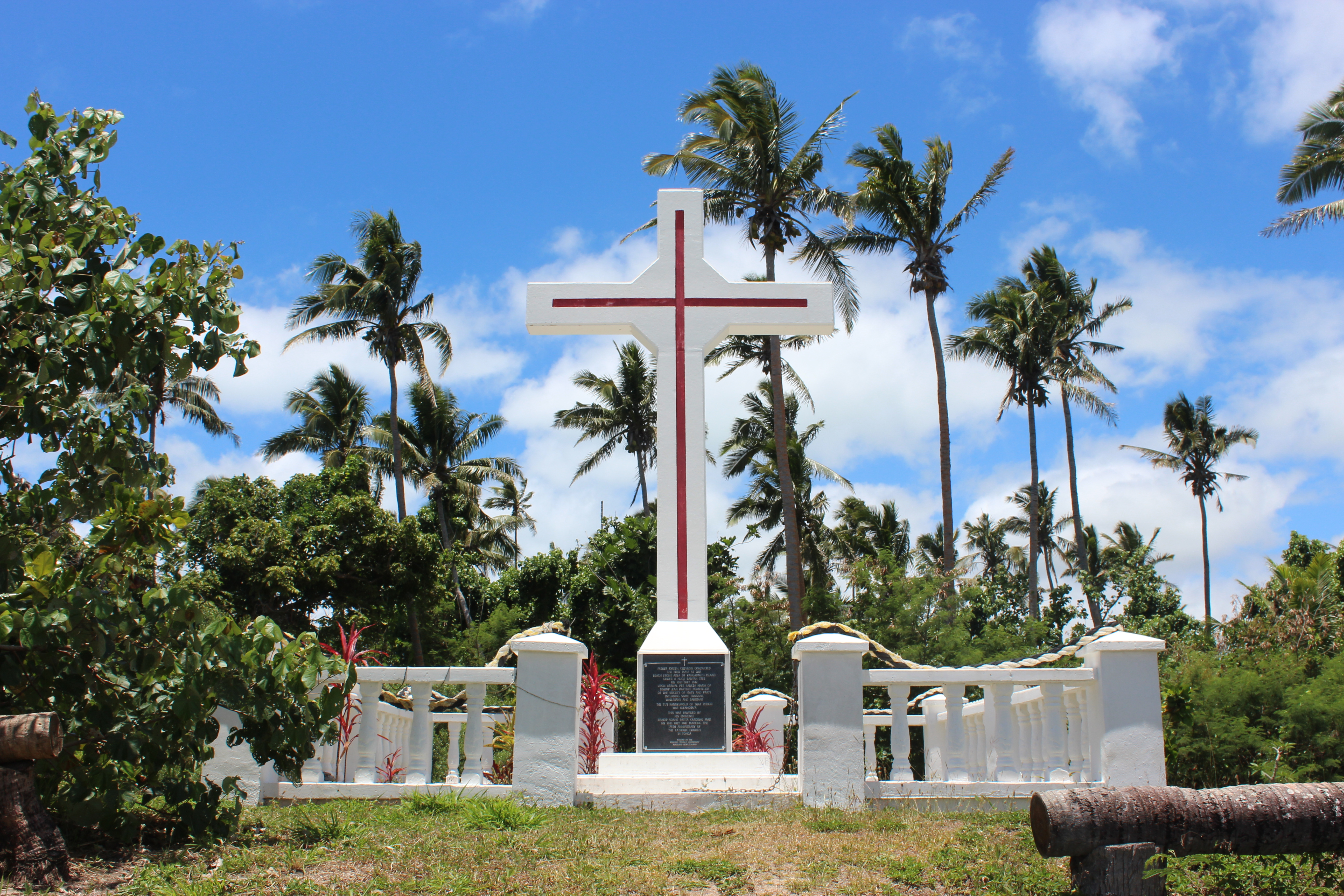
Monumento sull'isola Pangaimotu.